# Claude-Michel Quantin
Pour les articles homonymes, voir Quantin.
Claude-Michel Quantin de Bessé, né le 7 septembre 1751 à Saint-Calais et mort le 12 juin 1828 à Bessé-sur-Braye (Sarthe), est un homme politique français.

## Biographie
Il exerça la profession de notaire dans son pays natal. Propriétaire à Bessé, il fut élu le 9 mai 1815 représentant de l'arrondissement de Saint-Calais à la Chambre des Cent-Jours, par 24 voix sur 47 votants et 60 inscrits. Son rôle parlementaire finit avec la législature.

## Sources
- « Claude-Michel Quantin », dans Adolphe Robert et Gaston Cougny, Dictionnaire des parlementaires français, Edgar Bourloton, 1889-1891 [détail de l’édition]